# Quitexe
Quitexe (auch Dange Quitexe oder Dange) ist eine Kleinstadt und ein Landkreis in Angola.
Überregional bekannt ist der im Kreis Quitexe gelegene, zum Baden einladende See Lagoa do Feitiço (Portugiesisch für: See der Hexerei), etwa 70 km südlich der Provinzhauptstadt Uíge. Einer Legende nach fordert man mit einer Berührung seines Wassers den Tod heraus.
Der österreichische Botaniker und Afrikaforscher Friedrich Welwitsch arbeitete 1856 im Gebiet des heutigen Kreises Quitexe, in Cambamba.

## Geschichte
Mitte des 17. Jahrhunderts begann die Kolonialmacht Portugal, ihren Machtbereich von der Küste weiter auf das Landesinnere Angolas auszuweiten, in das Gebiet des Königreich Kongos hinein. Die zwei nördlichen Hauptrichtungen gingen dabei von Luanda und dem nördlicheren M’banza Kongo aus. Von beiden Richtungen trafen die militärischen Expeditionen hier auf die Ortschaft Encoje, nahmen sie ein und befestigten sie. Später entstand hier die Festung Forte de São José do Encoje, im Jahr 1759. Sie verlängerte die militärische Festungslinie zur Kontrolle des Gebietes, nach Massangano (1533/1583), Muxima (1599), Cambambe (1604) und Ambaca (1614).
1912 wurde die inzwischen Quitexe genannte Ortschaft zur Kleinstadt (Vila) erhoben. Im Zuge der Verwaltungsreformen Angolas unter Generalgouverneur Norton de Matos wurde 1921 aus dem Militärdistrikt São José do Encoje der zivile Kreis Encoje mit Sitz in Quitexe. Bis zur Schaffung des Distriktes Uige 1946 (bzw. de facto 1961) gehörte der Kreis Encoje zum Distrikt Cuanza Norte (heute Provinz Cuanza Norte).
Quitexe lag im Zielgebiet der ersten Überfälle der Unabhängigkeitsbewegung UPA (União das Populações de Angola, seit 1962 FNLA) am 15. März 1961, mit denen der Portugiesische Kolonialkrieg in Angola begann. Quitexe wurde danach Militärstützpunkt der Portugiesischen Streitkräfte, bis zur Unabhängigkeit Angolas 1975.

## Verwaltung
Quitexe ist Sitz eines gleichnamigen Landkreises (Município) in der Provinz Uíge. Im Kreis Quitexe leben 31.889 Menschen (hochgerechnete Schätzung 2008). Die Volkszählung 2014 soll zukünftig genaue Bevölkerungsdaten liefern.
Der Kreis Quitexe setzt sich aus vier Gemeinden (Comunas) zusammen:
- Cambamba
- Quifuafua (zuvor Vista Alegre)
- Quitende (auch Aldeia Vissosa oder Aldeia Viçosa)
- Quitexe